# Frank Appel
Pour les articles homonymes, voir Appel.
Frank Appel est un homme d'affaires allemand, né en 1961, actuellement PDG de Deutsche Post World Net.

## Carrière professionnelle
- 1993-2000, consultant chez McKinsey & Co.
- depuis 2000, chez Deutsche Post World Net, dont il est membre du directoire depuis 2002.
- 2005-2008, directeur de la branche DHL Exel supply chain.
- depuis février 2008, président du directoire de Deutsche Post World Net, après la démission de Klaus Zumwinkel à la suite du scandale de la fraude fiscale[1].
  - mars 2008, restructuration du groupe[2]